# Byurakan
Byurakan là một đô thị thuộc tỉnh Aragatsotn, Armenia. Dân số ước tính năm 2011 là 4795 người. Đô thị này thuộc vùng đô thị Yerevan.